# Michel Brazier
Michel Brazier est une série de bande dessinée d’aventure française créée par Jean-Michel Charlier (scénario) et André Chéret (dessin), prépubliée en 1979 dans Spirou, poursuivie par Christian Godard (scénario) et Mankho (dessin et couleurs) et publiée en albums par les éditions Fordis à partir de 2015.

## Description

### Synopsis
Michel Brazier est un ancien mercenaire reconverti dans l'agriculture qui exploite une ferme au Watamamba, un pays imaginaire d'Afrique. Après avoir refusé l'offre du président du pays, le général Muléké, de devenir le chef de sa sécurité, Brazier se trouve pris dans un piège infernal : sa plantation est incendiée et il se trouve accusé d'un meurtre qu'il n'a pas commis. Pour s'en sortir, il n'a d'autre choix que d'accepter une mission à hauts risques consistant à faire sortir des diamants bruts d'une mine protégée comme une forteresse. Cette mission a des enjeux politiques majeurs, dans lesquels se trouve impliqué l'ami et associé de Brazier, Théo N’Daka, chef de l’opposition au président Muléké…

### Personnages
- Michel Brazier : un ancien mercenaire reconverti dans l'agriculture qui exploite une plantation au Watamamba
- Théo N’Daka : ami et associé de Brazier, chef de l’opposition au président du Watamamba
- Le Président Muléké : chef de l'état du Watamamba
- Arlène : une journaliste

## Analyse
Pour cette série, Jean-Michel Charlier adapte en bande dessinée le scénario qu'il avait écrit pour le feuilleton télévisé Les Diamants du président en 1977,. Cette adaptation, qui lui avait été demandée par l'hebdomadaire Télé Star, avait finalement été rejetée par le magazine qui souhaitait un récit ne dépassant pas 20 pages, ce qui s'avérait impossible à réaliser à partir de la série qui comprenait 6 épisodes de 52 minutes chacun. Charlier tente alors de placer le scénario dans le magazine allemand Zack et sa version française Super As avant de le faire accepter par Spirou, magazine auquel il collabore régulièrement depuis des années. Georges Lancier, le personnage principal du feuilleton, est rebaptisé Michel Brazier pour l'adaptation en bande dessinée. C'est André Chéret, célèbre dessinateur de la série Rahan, alors en procès avec son éditeur, les Éditions Vaillant avec lequel il avait suspendu sa collaboration, qui se charge de la mise en images.

« L’idée de cette histoire de mercenaires qu’on embauche pour aller récupérer des diamants dans une des régions d’Afrique du Sud, où l’on abat à vue tous les gens qui essaient d’y pénétrer m’est venue en accumulant des tas de petits détails, depuis dix ans peut être, sur les régions diamantifères... Le propos de la série est de mettre en scène une vraie histoire d’homme, une aventure dure, haletante, sans fard, aux facettes multiples... En bref, un véritable western qui, au lieu de se dérouler en Arizona, aurait pour cadre le Bush, le désert du Kalahari, les chutes du Zambèse, la Savane et la jungle Subtropicales. »

— (Jean-Michel Charlier).
Michel Brazier fait son apparition dans le no 2142 du 3 mai 1979 de Spirou, où il a les honneurs de la couverture,.
Malgré le succès rencontré par le premier épisode publié dans Spirou, les auteurs n'y donnent pas suite, alors que l'histoire n'était pas terminée. Dupuis n’a jamais édité cette aventure en album. Ce n’est qu’en novembre 2015, que les éditions Fordis publient l'album dans la collection Fordis Patrimoine sous le titre La Machination, avec une préface signée Francis Bergèse et une introduction par Gilles Ratier.
À la suite de cette première publication, Salvatore Biddau, directeur des éditions Fordis, négocie avec André Chéret qui accepte de dessiner une suite au premier épisode, mais, « à ce jour, nous ne savons pas encore combien d’albums pourraient paraître et si l’étude budgétaire est viable. Tout dépendra bien entendu du succès de cette collection et des rentrées financières », prévient-il dans une interview d'Actua BD. Quant au scénario, Jean-Michel Charlier étant décédé en 1989, c’est Christian Godard qui est chargé d'écrire la suite du premier album, ainsi que trois autres épisodes à venir.
Malheureusement, André Chéret, frappé par la maladie, met un terme à sa carrière avant d'avoir pu dessiner ce nouvel épisode et l'éditeur se met en quête d'un dessinateur pour lui succéder. C'est finalement Mankho qui est choisi, qui réalise le second tome de Michel Brazier, intitulé Rendez-vous avec la mort, qui paraît en janvier 2019. Un nouvel album est annoncé pour 2020.
Ce troisième tome paraît en fait en novembre 2019, dans lequel Christian Godard n'est pas crédité comme scénariste. Pour une raison inconnue, Godard a abandonné la série et seul Jean-Michel Charlier est mentionné comme scénariste.

## Publication

### Revue
- Spirou : Michel Brazier, du no 2142 du 3 mai 1979 au no 2157 du 16 août 1979[9],[10]

### Album
- 1 La Machination, Fordis, collection Patrimoine, novembre 2015
Scénario : Jean-Michel Charlier - Dessin : André Chéret - Couleurs : Chantal Chéret - (ISBN 978-2-9536587-6-7)
- 2 Rendez-vous avec la mort, Fordis, collection Patrimoine, 15 janvier 2019
Scénario : Christian Godard - Dessin et couleurs : Mankho - (ISBN 979-1-09-572000-3)
- 3 La Poursuite impitoyable, Fordis, collection Patrimoine, 19 novembre 2019
Scénario : Jean-Michel Charlier - Dessin et couleurs : Mankho - (ISBN 979-10-95720-12-6)
- 4 Le dernier acte, Fordis, collection Patrimoine, 14 avril 2021
Scénario : Jean-Michel Charlier - Dessin et couleurs : Mankho - (ISBN 979-10-95720-36-2)